# Jean de Rancé

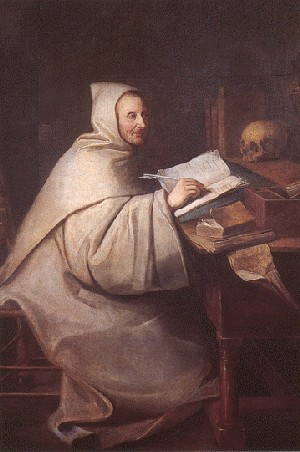
Jean de Rancé

Armand-Jean le Bouthillier (Jean) de Rancé (Parijs, 9 januari 1626 - 27 oktober 1700) was een Frans priester en abt.

## Biografie
De Rancé werd geboren als zesde kind van Denis le Bouthillier, secretaris van Maria de' Medici, en Charlotte Joly. In 1637 stierf zijn oudere broer Denis-François, commendatair abt van vijf kloosters waaronder La Trappe. Ofschoon hij eigenlijk bestemd was voor een militaire carrière, zag Armand-Jean zich nu gedwongen de plaats van zijn broer in te nemen. Na briljante studies aan de universiteit van Parijs werd hij in 1651 priester gewijd met de vooropgezette bedoeling te zijner tijd zijn oom Victor Le Bouthillier (1596-1670), de aartsbisschop van Tours, op te volgen. 
In 1657 overleed plotseling Madame de Montbazon, een gevierde schoonheid en oude vriendin van de familie. Met Armand-Jean verbond haar een relatie, waarvan de juiste aard niet helemaal duidelijk is. In ieder geval had haar dood een volledige ommekeer in zijn leven tot gevolg. Hij trok zich terug in zijn landhuis en gaf achtereenvolgens de meeste van zijn prebenden op. In 1660 bezocht hij de enige prebende die hem nog restte, de Abdij van La Trappe. Daar trof hij een weinig verheffend kloosterleven aan. Om het geestelijk niveau te verhogen trok hij zes monniken aan uit de nabijgelegen Abdij Perseigne, waar een streng regime heerste. De vervallen gebouwen liet hij onder zijn toezicht herstellen. Zijn verblijf in de abdij overtuigde hem van de noodzaak om hier zijn verdere leven door te brengen. 
Na een jaar noviciaat in Perseigne werd hij in 1664 geprofest en regulier abt van La Trappe. Rancé is in zijn eigen abdij veel verder gegaan dan hij in Perseigne had beleefd. Ten diepste was hij overtuigd van de noodzaak van boetedoening, deemoed en ascese. Dit uitte zich in La Trappe door een consequent stilzwijgen, handenarbeid en uiterste soberheid in eten en drinken. Dit werden ook de kenmerken van de Orde der Trappisten, die uit de hervormingen van Rancé zijn voortgekomen. 
Na 1675 heeft Rancé zijn klooster niet meer verlaten. Een ernstige ziekte noopte hem in 1695 als abt af te treden. Op 27 oktober 1700 overleed hij. Ondanks pogingen daartoe van enige vrienden werd hij niet heilig verklaard, maar in La Trappe bloeit zijn verering tot op de dag van vandaag.